# Louis Cari
Louis Laurent Carimantran dit Louis Cari, né le 28 décembre 1891 à Chalon-sur-Saône et mort le 4 novembre 1965 au sein de l'Hôpital de la Croix Saint-Simon dans le 20e arrondissement de Paris, est un acteur français.

## Filmographie
- 1925 : Destinée d'Henry Roussell : David
- 1926 : L'Orphelin du cirque de Georges Lannes
- 1927 : Fleur d'amour ou Fleurette de Marcel Vandal
- 1932 : Les Gaietés de l'escadron de Maurice Tourneur : le sergent-fourrier Bernot
- 1932 : Le Petit Babouin de Jean Grémillon (court métrage)
- 1936 : Les Deux Gamines de Maurice Champreux et René Hervil
- 1939 : Sidi-Brahim de Marc Didier

## Distinctions
- Croix de guerre 1914–1918 Croix de guerre 1914-1918 Croix (3 citations)
- Médaille militaire (décret du 19 décembre 1934)
- Chevalier de la Légion d'honneur (décret du 9 novembre 1961). Parrain : Maurice Escande, administrateur de la Comédie-Française.